# جون بوستل

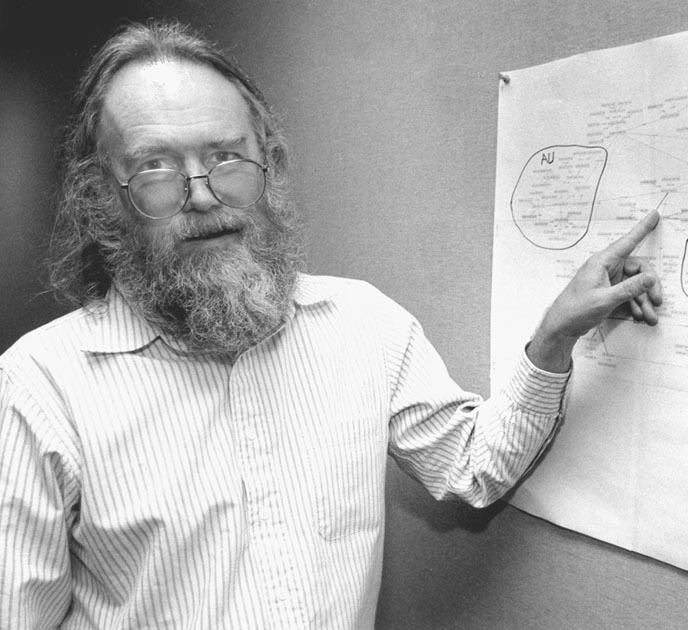
جوناثان بوستل بروس

جوناثان بوستل بروس (بالإنجليزية: Jon Postel)‏ عالم كمبيوتر أمريكي ولد في 6 أغسطس 1943 وتوفي في 16 أكتوبر 1998 وقدم إسهامات هامة كثيرة لتطوير شبكة الإنترنت، ولا سيما فيما يتعلق بالمعايير. وهو معروف أساسا لكونه رئيس تحرير وثائق طلب التعليقات (RFC) وهي سلسلة لوثائق المعايير لإدارة الإنترنت، وتعيين أرقام الهيئة المانحة لأرقام وعناوين شبكة الإنترنت (IANA) وذلك حتى وفاته.
استُحدثت «جائزة بوستل» من قبل جمعية الإنترنت تكريماً له، كما يسمى معهد علوم المعلومات بمركز بوستل. نعاه الكاتب فينت سيرف ونشره ك RFC 2468 أحياء لذكرى بوستل وعمله.</ref>
في عام 1997م، مُنح بوستل جائزة سيغ كوم (SIGCOMM) برفقة لويس بازان بسبب مشاركته في تطوير وتوثيق والعمل الإداري لشبكة الإنترنت لأكثر من 25 عاماً.